# Il mozzo dell'Albatros
Il mozzo dell'Albatros (Moran of the Lady Letty) è un film muto del 1922 diretto da George Melford.

## Trama
Un giovane spagnolo viene imbarcato a forza su una nave per far parte dell'equipaggio.

## Produzione
Il film fu prodotto da George Melford per la Famous Players-Lasky Corporation. Venne girato in California, a San Francisco, al Santa Anita Canyon nelle San Bernardino Mountains e a Tiburon.

## Distribuzione

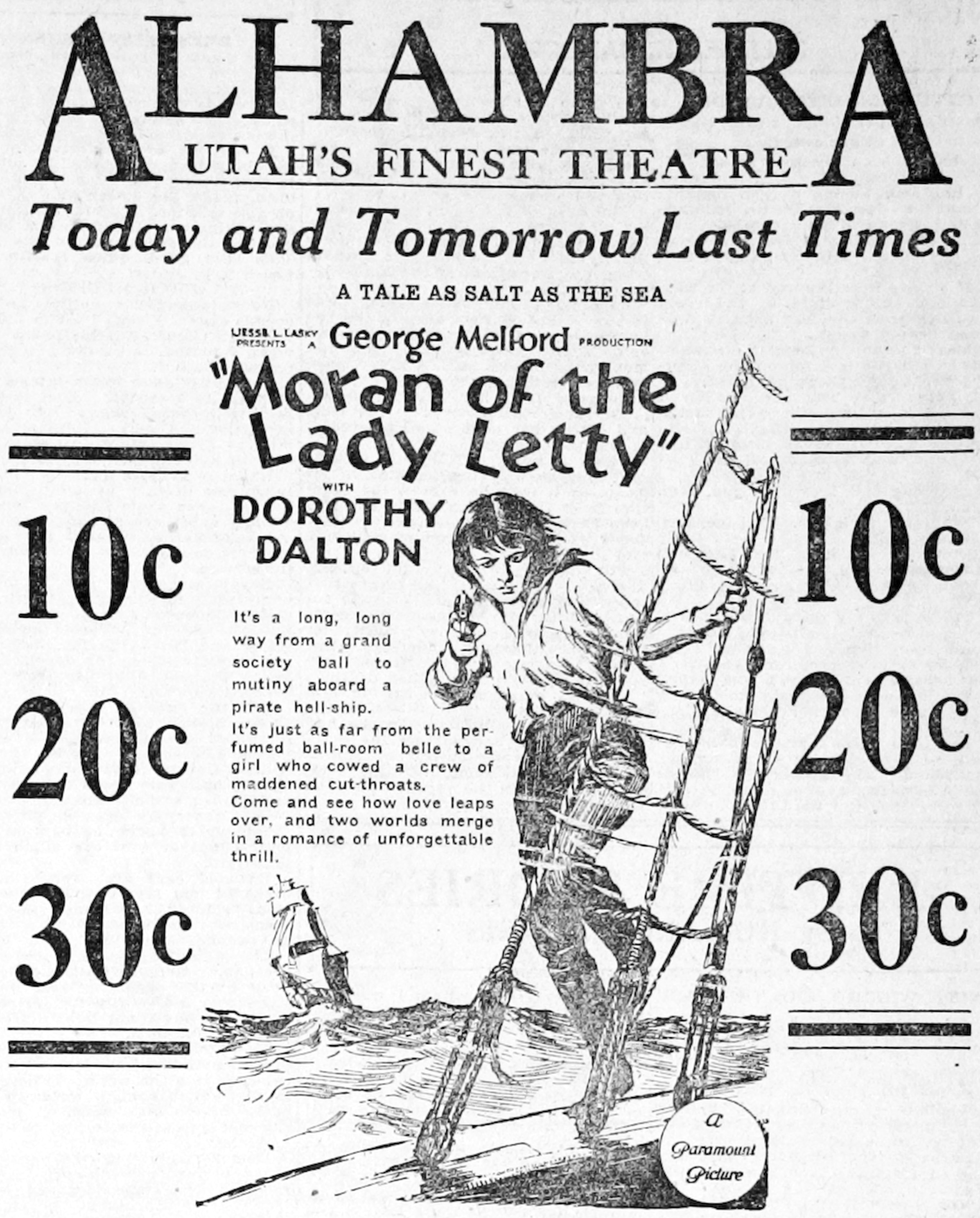
Pubblicità

Distribuito dalla Famous Players-Lasky Corporation e dalla Paramount Pictures, il film - presentato da Jesse L. Lasky - uscì nelle sale cinematografiche degli Stati Uniti il 5 febbraio 1922, in quelle italiane nel 1924.
Copia della pellicola, un positivo in 35 mm, viene conservata negli archivi dell'International Museum of Photography and Film at George Eastman House.
Il film è stato distribuito l'11 settembre 2007 dalla Flicker Alley insieme ad altri film interpretati da Rodolfo Valentino in un cofanetto dal titolo Valentino - Rediscovering an Icon of Silent Film - (1918-1922) contenente due DVD in NTSC.